# Alexis Gianko Cabrera Pino
Alexis Gianko Cabrera Pino (Matanzas, Cuba, 25 de desembre de 1976), és un jugador d'escacs que té el títol de Gran Mestre des de 2004. Cabrera va jugar sota bandera cubana, en el període de 2002 a 2008 va representar Colòmbia, i representa actualment Espanya.
A la llista d'Elo de la FIDE del juliol de 2022, hi tenia un Elo de 2473 punts, cosa que en feia el jugador número 30 de l'estat espanyol. El seu màxim Elo va ser de 2546 punts, a la llista de maig de 2013 (posició 513 al rànquing mundial).

## Resultats destacats en competició
El 2003 va guanyar el VIII Magistral Vila de Benasc.
El maig de 2012 va guanyar el XIV Obert Internacional Vila de Salou, superant en mig punt Serhí Fedortxuk.